# Buccochromis
 Buccochromis és un gènere de peixos de la família dels cíclids i de l'ordre dels perciformes.

## Distribució geogràfica
És endèmic del llac Malawi (Àfrica oriental).

## Taxonomia
- Buccochromis atritaeniatus  (Regan, 1922)
- Buccochromis heterotaenia (Trewavas, 1935)
- Buccochromis lepturus (Regan, 1922)
- Buccochromis nototaenia (Boulenger, 1902)
- Buccochromis oculatus (Trewavas, 1935)
- Buccochromis rhoadesii (Boulenger, 1908)
- Buccochromis spectabilis (Trewavas, 1935)[3][4][5][6][7][8][9][10][11][12]